# Aristote (Ribera)
Aristote est un tableau du peintre baroque espagnol José de Ribera, réalisé en 1637. Il appartient à un ensemble de six tableaux représentant des philosophes de l'Antiquité ; cette série est commandée à Ribera en 1636 par Charles-Eusèbe, deuxième prince de Liechtenstein. Il est conservé depuis l'an 2000 au musée d'art d'Indianapolis, aux États-Unis.

## Description
Debout devant un fond absolument noir, Aristote se tient face à un coin de table couvert de livres, de papiers ainsi que d'un crayon et d'une équerre. Il tient de sa main droite un livre fermé, qu'il semble contempler dans une méditation silencieuse. Sa main gauche repose sur deux feuilles de papier, l'une couverte de symboles mathématiques et l'autre presque vierge, à part la signature du peintre.
Il est représenté en philosophe mendiant, les habits usés et même largement déchirés, ce qui est une représentation classique au XVIIe siècle. Cet ascétisme correspond bien à l'esprit du catholicisme espagnol de l'époque, et se retrouve chez les différents saints que Ribera peint par ailleurs. La lumière qui l'entoure évoque le style de Caravage, à qui Ribera est souvent comparé. L'approche naturaliste est également très caravagesque et contribue à la puissance évocatrice du tableau : le philosophe est peint de manière très sensible et réaliste, comme en témoignent les rides qui creusent son visage et ses mains.
Ribera porte fièrement sa signature (Jusepe de Ribera) sur l'un des papiers qu'Aristote tient sous la main ; il y ajoute la mention « español » pour affirmer sa nationalité. La date est précisée : F.1637.

## Historique
La commande initiale du prince de Liechtenstein, effectuée en mai 1636, porte sur douze tableaux ; toutefois, seuls six sont finalement fournis. Ils sont signalés dans un inventaire de 1767 comme des représentations d'Aristote, de Platon, de Cratès, d'Anaxagore, de Protagoras et de Diogène. L'ensemble est mis en vente et dispersé en 1957 — même s'ils se trouvent brièvement réunis en 1992 à l'occasion d'une exposition Ribera au Metropolitan Museum of Art de New York.
L'identification du personnage à la figure d'Aristote n'est pas évidente. En effet, bien que l'inventaire de 1767 soit tout à fait explicite, seuls Diogène, Anaxagore et Cratès sont explicitement identifiés comme tels sur leurs tableaux. Malgré cela, un consensus se dégage parmi les historiens de l'art pour estimer que la robe de docteur ainsi que la coiffe universitaire doivent renvoyer à Aristote. Le musée d'Indianapolis a toutefois fait le choix, pendant plusieurs années, d'identifier le personnage comme devant être Archimède à cause des croquis géométriques qui apparaissent sur ses papiers, et ce alors même que le nom du scientifique grec n'apparaît pas dans l'inventaire de 1767,.